# Jagdgeschwader 133
Das Jagdgeschwader 133 war ein Verband der Luftwaffe der Wehrmacht vor dem Zweiten Weltkrieg.

## Geschichte
Der Geschwaderstab und die I. Gruppe waren der umbenannte Geschwaderstab und die I. Gruppe des Jagdgeschwaders 334 die am 1. November 1938 in Wiesbaden-Erbenheim (Lage) ihre neue Bezeichnung erhielten. Die II. Gruppe bildete sich am gleichen Tag in Mannheim-Sandhofen (Lage) aus der II. Gruppe des Jagdgeschwaders 334. Das Geschwader war mit der Messerschmitt Bf 109D/E ausgestattet.
Am 1. Mai 1939 trat das neue Benennungsschema der Luftwaffe in Kraft. Aufgrund dessen firmierte der Geschwaderstab, die I. und die II. Gruppe in den Geschwaderstab, die I. und die II. Gruppe des Jagdgeschwaders 53 um. Damit hatte das Geschwader aufgehört zu bestehen.

## Kommandeure

### Geschwaderkommodore
| Dienstgrad     | Name         | Zeit                                 |
| -------------- | ------------ | ------------------------------------ |
| Oberstleutnant | Werner Junck | 1. November 1938 bis 31. Januar 1939 |
| Oberstleutnant | Hans Klein   | 1. Februar 1939 bis 1. Mai 1939      |

### Gruppenkommandeur
I. Gruppe
- Major Hans-Hugo Witt, 1. November 1938 bis 1. Mai 1939[8]

II. Gruppe
- Major Hubert Merhart von Bernegg, 1. November 1938 bis 1. Mai 1939[9]